# Alice Timbilil
Alice Timbilil est une coureuse de fond kényanne, née le 1er février 1983. Elle a représenté son pays à l'épreuve du 10 000 mètres lors des Jeux olympiques d'été de 2000 et de 2004.
Marathonienne, elle a également remporté le marathon d'Amsterdam ainsi que le semi-marathon Rome-Ostie en 2010. En 2005, elle remporte le cross Juan Muguerza.
Elle est la cousine de Nancy Langat.